# Katie Aselton

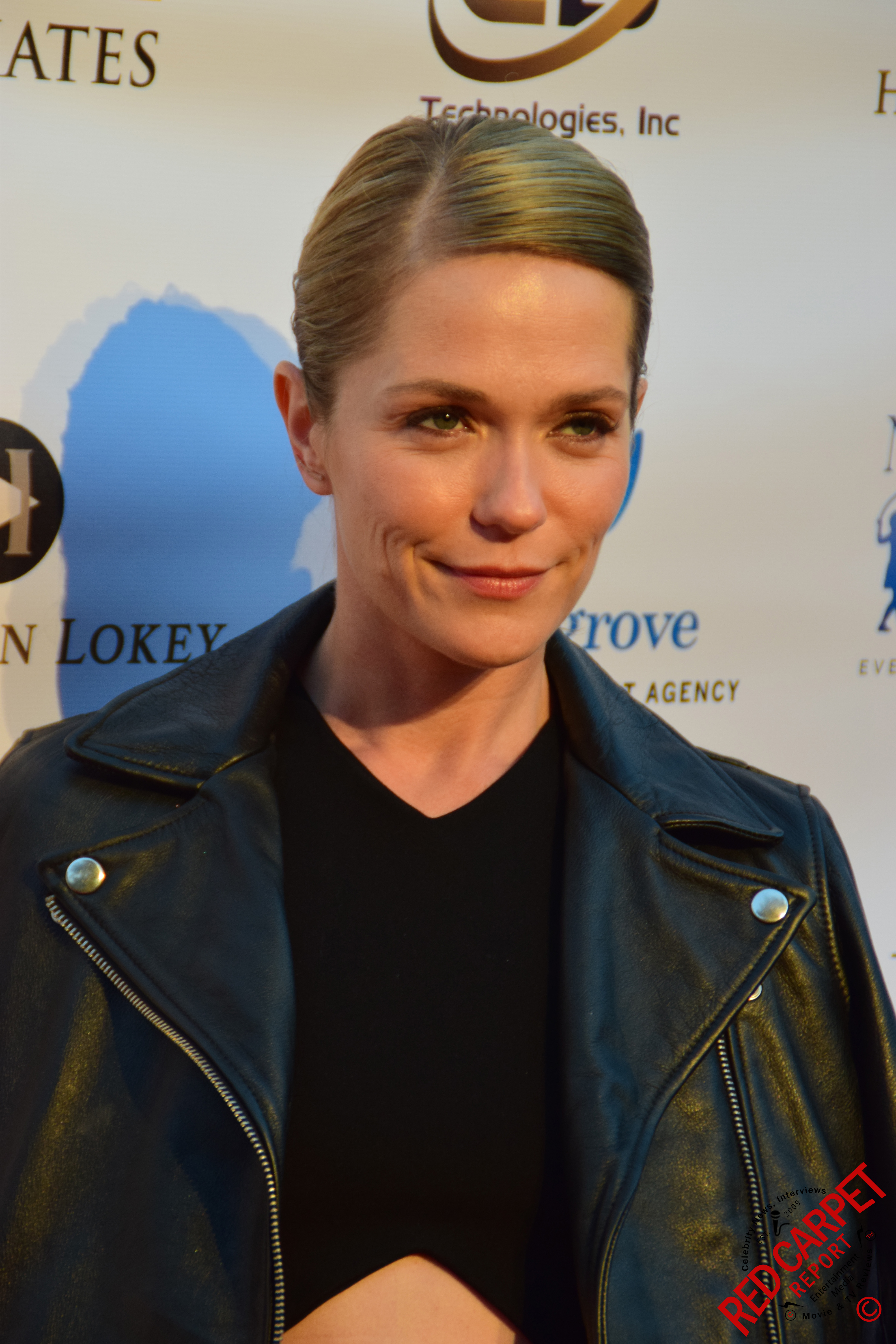
Katie Aselton (2015)

Kathryn „Katie“ Aselton (* 1. Oktober 1978 in Milbridge, Maine) ist eine US-amerikanische Schauspielerin und Regisseurin.

## Leben
Aselton wuchs im US-Bundesstaat Maine auf. Bereits während ihrer Highschoolzeit nahm sie an verschiedenen Schönheitswettbewerben teil. 1995 wurde sie zur Miss Maine Teen USA gewählt und konnte dadurch am Wettbewerb zur Miss Teen USA teilnehmen, bei der sie den zweiten Platz erreichte. Im Jahr 1996 machte sie ihren Abschluss an der Narraguagus High School in Harrington. Daraufhin studierte sie zwei Jahre lang an der Boston University, bevor sie nach Los Angeles zog um Schauspielerin zu werden. Nach einem Jahr in Los Angeles besuchte sie zwei Jahre lang die American Academy of Dramatic Arts in New York.
Aselton ist mit ihrem Co-Star aus der Fernsehserie The League, Mark Duplass verheiratet. Das Paar hat zwei Töchter.

## Filmografie (Auswahl)

### Als Schauspielerin

#### Filme
- 2005: The Puffy Chair
- 2009: Other People’s Parties
- 2009: Feed the Fish
- 2009: Easier with Practice
- 2010: Cyrus
- 2010: The Freebie
- 2011: Our Idiot Brother
- 2011: Jeff, der noch zu Hause lebt (Jeff, Who Lives at Home)
- 2011: Treatment
- 2012: Black Rock – Überleben ist alles (Black Rock)
- 2015: The Sea of Trees
- 2015: The Gift
- 2017: Fun Mom Dinner
- 2018: Book Club – Das Beste kommt noch (Book Club)
- 2018: Deep Murder
- 2019: Synchronic
- 2019: The Devil Has a Name
- 2020: She Dies Tomorrow
- 2021: Silk Road – Gebieter des Darknets (Silk Road)
- 2021: The Unholy
- 2023: Old Dads
- 2025: Magic Hour

#### Fernsehserien
- 2001: Undressed – Wer mit wem? (Undressed, 2 Folgen)
- 2009: Das Büro (The Office, eine Folge)
- 2009–2015: The League (82 Folgen)
- 2010: Players (eine Folge)
- 2011: The Talk (eine Folge)
- 2014: Revolution (2 Folgen)
- 2015: Weird Loners (eine Folge)
- 2016: Togetherness (5 Folgen)
- 2016–2017: Casual (16 Folgen)
- 2016–2017: Animals (7 Folgen, Stimme)
- 2017: Lass es, Larry! (Curb Your Enthusiasm, eine Folge)
- 2017–2018: Legion (12 Folgen)
- 2018: Room 104 (eine Folge)
- 2019: Veep – Die Vizepräsidentin (Veep, eine Folge)

### Als Regisseurin
- 2010: The Freebie (auch Drehbuch und Produktion)
- 2012: Black Rock
- 2022: Mack & Rita
- 2024: Oh, Christmas Tree
- 2025: Magic Hour